# 遠藤洋次郎
遠藤 洋次郎（えんどう ようじろう、1974年8月15日 - ）は、フリーアナウンサー、『WAVE CREATION』代表。

## 概要
東京都調布市出身、國學院大學文学部卒業。
東京アナウンスアカデミーで学んだ後、放送タレント事務所に所属。
ラジオDJやイベントの司会などを経験したのちに、2003年に新潟県民エフエム放送（FM PORT）のラジオDJになる。
その後、ラジオアナウンサーとして、ニュース・行政・情報番組、スポーツ番組の他、イベントの企画・運営を行ったり、新潟県内の小中学校の総合学習の時間の講師としても招かれている。
FM PORTでは営業部に在籍していた。
新潟市食文化創造都市推進会議の会員でもある。

## 出演

### FM PORT
- 『Radio XY（エクシィー）』（FM PORT）ナビゲーター[6]